# 스페인의 로마 가톨릭교회

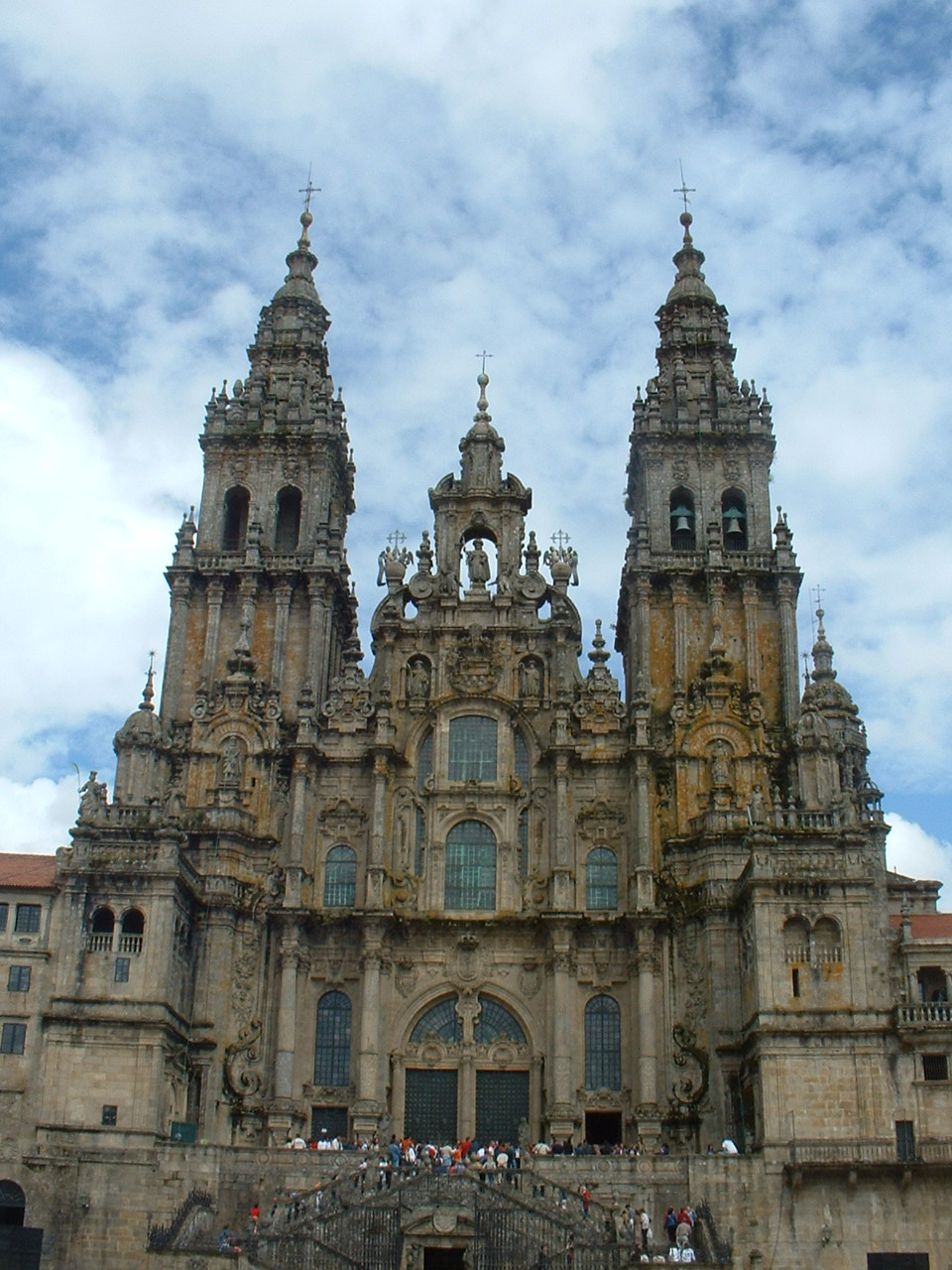
산티아고 데 콤포스텔라 대성당

현재 스페인의 로마 가톨릭교회에는 3700백만 명의 가톨릭 신자가 소속되어 있는데, 이는 스페인의 전체 인구의 94%에 해당한다. 또한 현재 스페인에는 70개의 가톨릭 교구 및 대교구가 소재하고 있다. 프랑스 가톨릭교회처럼 스페인 가톨릭교회 역시 역사적·문화적으로 세계적으로 유서 깊은 종교적 건축물들을 대량 보유하고 있다.
2007년 조사에 따르면, 100,000명이 넘는 사람이 스페인의 산티아고 데 콤포스텔라를 순례했다고 한다. 10세기에 이곳에 사도 야고보(산티아고)의 유해가 발견된 후 천년이 넘는 세월 동안 알프스 이북의 유럽인들이 사도 야고보의 묘에 참배하기 위해 이곳을 찾았으며, 이러한 역사적 가치를 인정받아 산티아고 데 콤포스텔라로 가는 도보 순례길은 유네스코 세계유산으로 지정되었다.

## 역사
스페인은 주로 가톨릭교회와 이슬람교 간의 종교 분쟁으로 탄생한 민족 국가이긴 하지만, 유대교와도 적대적이라는 점이 주목할 만하다. 이베리아반도의 대부분이 로마 제국의 속령인 시절에 처음으로 기독교 신앙이 전파되었다. 로마 제국이 쇠퇴함에 따라 게르만족은 한때 로마 제국의 영토였던 지역의 대부분을 침공하였다. 그리고 시간이 흘러 410년 스페인 영토는 360년경에 아리우스주의를 받아들인 서고트족의 지배를 받게 되었다. 서고트 왕국은 톨레도를 수도로 정하고 레오비길드 왕 때에 최고의 전성기를 구가하였다. 서고트족의 지배를 받으면서 스페인은 단기간에 아리우스주의가 팽창하였지만, 원주민들은 가톨릭 신앙을 굳건하게 지켜나갔다. 587년 톨레도의 서고트족 왕인 레카레드는 가톨릭교회로 개종하였으며, 백성들의 신앙을 통일하기 위한 정책을 실시하였다.
711년 타리크 이븐 지야드가 이끈 아랍군이 지브롤터 해협을 건너 과달레테 전투에서 서고트족의 왕 로데릭의 군대를 물리쳤다. 타리크의 지휘관인 무사 빈 누사이르는 보충한 군사들을 대거 이끌고 이베리아반도에 상륙하였으며, 718년에 이르러 이베리아반도의 대부분이 이슬람 세력에게 정복되었다. 이슬람교도들의 지배는 1492년까지 이어졌다.
중세 시대에 이르자 기독교인들은 이슬람교도들에게 빼앗긴 영토를 도로 되찾는 레콩키스타를 전개하였다. 그중 카스티야 왕국과 아라곤 왕국이 톨레도, 세비야 등을 점령하며 주도적인 역할을 했다. 그러다 1469년 카스티야의 이사벨 1세 여왕과 아라곤의 페르난도 2세 국왕의 결혼으로 이 두 왕국이 결합하면서 통일 스페인 왕국이 탄생하게 되었다. 이들은 1492년에 이슬람교도 최후의 거점인 그라나다를 함락시킴으로써 국토회복운동을 완성했다.
수세기에 걸친 레콩키스타 운동 이후, 이교도의 점령으로 더렵혀진 이베리아반도의 정화를 완성시킨다는 명목 아래 페르난도 2세 국왕과 이사벨 1세 여왕에 주도하에 이슬람교도 및 유태인에 대한 스페인 종교재판이 진행되었다. 이들은 통일된 왕국에 강력한 중앙집권화로 왕권을 강화하고, 종교재판을 통해서 이교도들의 재침 기회를 사전에 차단시키려고 노력하였다. 이후 오랜 세기 동안 스페인은 가톨릭교회의 보호자를 자처하며 이단 척결 및 교회 쇄신 운동의 본거지가 되었다. 스페인은 신대륙과 필리핀에도 가톨릭 신앙을 전파하였다.

## 같이 보기
- 스페인의 로마 가톨릭 교구 목록